# Lunatipula
Lunatipula is een ondergeslacht van het geslacht van insecten Tipula binnen de familie langpootmuggen (Tipulidae).

## Soorten
Deze lijst van 462 stuks is mogelijk niet compleet.
- T. abscissa Alexander, 1946
- T. absconsa Alexander, 1936
- T. accurata Alexander, 1927
- T. acudens Theischinger, 1977
- T. acuminata Strobl, 1900
- T. acutipleura Doane, 1912
- T. adapazariensis Theischinger, 1987
- T. adusta Savchenko, 1954
- T. adzharolivida Savchenko, 1968
- T. affinis Schummel, 1833
- T. alaska Alexander, 1918
- T. albofascia Doane, 1901
- T. albostriata Strobl, 1909
- T. alpina Loew, 1873
- T. ampliata Alexander, 1925
- T. ampullifera Mannheims, 1965
- T. angela Mannheims, 1963
- T. angelica Theowald, 1957
- T. anicilla Mannheims, 1967
- T. animula Mannheims, 1967
- T. annulicornuta Alexander, 1922
- T. anthe Mannheims, 1968
- T. antichasia Theischinger, 1979
- T. antilope Theischinger, 1977
- T. aperta Alexander, 1918
- T. aphrodite Mannheims, 1963
- T. apicalis Loew, 1863
- T. ariadne Mannheims, 1954
- T. armata Doane, 1901
- T. arnoldii Savchenko, 1957
- T. artemis Theischinger, 1977
- T. astigma Savchenko, 1968
- T. atreia Petersen and Gelhaus, 2004
- T. atrisumma Doane, 1912
- T. auriculata Mannheims, 1963
- T. aurita Riedel, 1920
- T. australis Doane, 1901
- T. bactridica Savchenko, 1954
- T. balearica Mannheims, 1968
- T. barbata Doane, 1901
- T. beieri Mannheims, 1954
- T. bernardinensis Alexander, 1946
- T. bernhardi Theischinger, 2009
- T. berytia Mannheims, 1963
- T. bezzii Mannheims and Theowald, 1959
- T. biaculeata Alexander, 1949
- T. biavicularia Alexander, 1965
- T. bicornis Forbes, 1890
- T. bifalcata Doane, 1912
- T. bifasciculata Loew, 1873
- T. bigeminata Alexander, 1915
- T. bimacula Theowald, 1980
- T. bisetosa Doane, 1901
- T. bispina Loew, 1873
- T. biuncus Doane, 1912
- T. bivittata Pierre, 1922
- T. boregoensis Alexander, 1946
- T. borysthenica Savchenko, 1954
- T. brinki Theischinger, 1987
- T. bucera Alexander, 1927
- T. buchholzi Mannheims and Theowald, 1959
- T. bulbosa Mannheims, 1954
- T. bullata Loew, 1873
- T. calcarata Doane, 1901
- T. canakkalensis Theischinger, 1987
- T. canariensis Theischinger, 1979
- T. capra Theischinger, 1980
- T. capreola Mannheims, 1966
- T. carens Theischinger, 1987
- T. cassiope Mannheims, 1966
- T. catawba Alexander, 1915
- T. caucasica Riedel, 1920
- T. caudatula Loew, 1862
- T. caudispina Pierre, 1921
- T. cava Riedel, 1913
- T. cedrophila Mannheims, 1963
- T. cerva Mannheims and Theowald, 1959
- T. cervula Mannheims and Theowald, 1959
- T. cillibema Koc, 2004
- T. cinerascens Loew, 1873
- T. cinereicolor Pierre, 1924
- T. cinerella Pierre, 1919
- T. circe Mannheims, 1954
- T. circumdata Siebke, 1863
- T. cirrata de Jong, 1995
- T. cirratula Oosterbroek, 1997
- T. cladacantha Alexander, 1945
- T. cladacanthodes Alexander, 1964
- T. clio Mannheims, 1954
- T. cornicula Pierre, 1922
- T. corollata Yang and Yang, 1995
- T. costaloides Alexander, 1915
- T. cressa Mannheims, 1965
- T. cretis Mannheims, 1965
- T. ctenura Savchenko, 1952
- T. curvata Theischinger, 1977
- T. curvispina Savchenko, 1954
- T. cypris Mannheims, 1963
- T. cypropeliostigma Vogtenhuber, 2002
- T. charybdis Theischinger, 1979
- T. chelifera Savchenko, 1964
- T. chernavini Alexander, 1934
- T. chloris Savchenko, 1972
- T. christophi Theischinger, 1982
- T. dampfiana Alexander, 1946
- T. danieli Simova-Tosic, 1972
- T. decolor Mannheims, 1963
- T. dedecor Loew, 1873
- T. degeneri Alexander, 1944
- T. densursi Alexander, 1943
- T. deserticola Savchenko, 1968
- T. detruncata Oosterbroek, 1997
- T. diabolica Alexander, 1954
- T. diacanthophora Alexander, 1945
- T. diarizos Vogtenhuber, 2002
- T. dido Alexander, 1947
- T. didymotes Theischinger, 1977
- T. dietziana Alexander, 1915
- T. disjuncta Walker, 1856
- T. dolores Mannheims, 1967
- T. dolosa Alexander, 1936
- T. dorica Mannheims, 1965
- T. dorsimacula Walker, 1848
- T. downesi Alexander, 1944
- T. dracula Theischinger, 1977
- T. dumetorum Savchenko, 1964
- T. duplex Walker, 1848
- T. dupliciformis Alexander, 1940
- T. emmahelene Theischinger, 1980
- T. engeli Theowald, 1957
- T. erato Mannheims, 1954
- T. erectispina Savchenko, 1954
- T. eugeniana Simova-Tosic, 1972
- T. euterpe Theischinger, 1979
- T. eyndhoveni Theowald, 1972
- T. fabiola Mannheims, 1968
- T. falcata Riedel, 1913
- T. fascicula Mannheims, 1966
- T. fascingulata Mannheims, 1966
- T. fascipennis Meigen, 1818
- T. fattigiana Alexander, 1944
- T. fenderi Alexander, 1954
- T. filamentosa Alexander, 1959
- T. fini Oosterbroek, 1997
- T. finitima Alexander, 1936
- T. flabellifera Savchenko, 1954
- T. flaccida Alexander, 1934
- T. flavibasis Alexander, 1918
- T. flavocauda Doane, 1912
- T. flavomarginata Doane, 1912
- T. forcipula Mannheims, 1966
- T. franzressli Theischinger, 1982
- T. freidbergi Theowald and Oosterbroek, 1987
- T. fuliginosa (Say, 1823)
- T. fulminis Alexander, 1945
- T. fulvinodus Doane, 1912
- T. furcula Mannheims, 1954
- T. furiosa Alexander, 1941
- T. fuscicosta Mannheims, 1954
- T. gallaeca Eiroa, 1989
- T. gebze Koc, 2007
- T. geja Savchenko, 1968
- T. gelensis Loi, 1971
- T. georgiana Alexander, 1915
- T. gibbifera Strobl, 1906
- T. gondattii Alexander, 1934
- T. graeca Oosterbroek and Vukovic, 1989
- T. graecolivida Mannheims, 1954
- T. grahamina Alexander, 1963
- T. griesheimae Mannheims and Theowald, 1959
- T. handschini Mannheims, 1967
- T. harmonia Mannheims, 1966
- T. hastingsae Alexander, 1951
- T. helvola Loew, 1873
- T. hera Theischinger, 1979
- T. hermes Theischinger, 1977
- T. heros Egger, 1863
- T. hirsuta Doane, 1901
- T. hirsuticauda Pierre, 1925
- T. hispanolivida Mannheims, 1968
- T. holzschuhi Theischinger, 1977
- T. horsti Theischinger, 1982
- T. huberti Theischinger, 1982
- T. humilis Staeger, 1840
- T. hybrida Savchenko, 1952
- T. hypovalvata Alexander, 1936
- T. hyrcana Savchenko, 1973
- T. iberica Mannheims, 1963
- T. iliensis Mannheims, 1965
- T. imbecilla Loew, 1869
- T. inadusta Alexander, 1946
- T. interrita Alexander, 1938
- T. inusitata Alexander, 1949
- T. istriana Erhan and Theowald, 1961
- T. jaroslavi Koc, 2007
- T. jativensis Strobl, 1909
- T. johnsoniana Alexander, 1915
- T. kephalos Theischinger, 1979
- T. kerkis Theischinger, 1977
- T. kinzelbachi Theischinger, 1982
- T. kirkwoodiana Alexander, 1965
- T. klytaimnestra Theischinger, 1979
- T. korovini Savchenko, 1970
- T. kreissli Theischinger, 1987
- T. kumerloevei Mannheims, 1968
- T. kybele Mannheims, 1968
- T. kykladon Theischinger, 1987
- T. laetabilis Zetterstedt, 1838
- T. lagunicola Alexander, 1969
- T. lamellata Doane, 1901
- T. lamentaria Alexander, 1934
- T. lanispina Mannheims, 1966
- T. lassenensis Alexander, 1965
- T. latistyla Savchenko, 1954
- T. leda Mannheims, 1965
- T. leeuweni Theischinger, 1982
- T. lehriana Savchenko, 1964
- T. leto Mannheims, 1966
- T. limitata Schummel, 1833
- T. lithophila Savchenko, 1968
- T. livida van der Wulp, 1859
- T. loewiana Alexander, 1915
- T. longidens Strobl, 1909
- T. lucasi Theischinger, 1987
- T. lucida Doane, 1901
- T. luebenauorum Theischinger, 1977
- T. lyrion Theischinger, 1987
- T. macciana Edwards, 1928
- T. macnabi Alexander, 1939
- T. macquarti Becker, 1908
- T. macropeliostigma Mannheims, 1954
- T. macropyga Savchenko, 1952
- T. macroselene Strobl, 1893
- T. macswaini Alexander, 1965
- T. magnicauda Strobl, 1895
- T. maija Savchenko, 1973
- T. mainensis Alexander, 1915
- T. mallochi Alexander, 1920

- T. mallorca Theischinger, 1982
- T. manca Alexander, 1924
- T. mariannae Alexander, 1940
- T. mariposa Alexander, 1946
- T. martini Alexander, 1965
- T. mecotrichia Alexander, 1966
- T. megalabiata Alexander, 1915
- T. megaura Doane, 1901
- T. melanothrix Savchenko and Theischinger, 1978
- T. melpomene Mannheims, 1954
- T. mellea Schummel, 1833
- T. mendli Martinovsky, 1976
- T. mercedensis Alexander, 1965
- T. meronensis Oosterbroek, 1997
- T. mesotergata Alexander, 1931
- T. micropeliostigma Mannheims, 1965
- T. michoacana Alexander, 1946
- T. milkoi Pilipenko, 2005
- T. mima Savchenko, 1964
- T. minos Theischinger, 1982
- T. miwok Alexander, 1945
- T. modesta Macquart, 1846
- T. modoc Alexander, 1945
- T. mohavensis Alexander, 1946
- T. monstrabilis Theischinger, 1980
- T. monticola Alexander, 1915
- T. montifer Theischinger, 1977
- T. morenae Strobl, 1900
- T. mormon Alexander, 1948
- T. morrisoni Alexander, 1915
- T. murati Koc, 2004
- T. musensis Theischinger, 1987
- T. naumanni Theischinger, 1979
- T. nausicaa Mannheims, 1966
- T. neutra Theischinger, 1982
- T. nigdeensis Bischof, 1905
- T. nigrobasalis Alexander, 1933
- T. nocturna Savchenko, 1964
- T. olympia Doane, 1912
- T. onusta Riedel, 1913
- T. oorschotorum Theischinger, 1987
- T. oosterbroeki Koç, 2007
- T. oreada Alexander, 1933
- T. ornithogona Theischinger, 1982
- T. osmana Mannheims, 1963
- T. oxytona Alexander, 1927
- T. pachyprocta Loew, 1873
- T. palifera Mannheims, 1965
- T. palmarum Alexander, 1947
- T. pallidicornis Savchenko, 1954
- T. pallidithorax Savchenko, 1954
- T. pandora Mannheims, 1968
- T. pannonia Loew, 1873
- T. parallela Theischinger, 1977
- T. parapeliostigma Mannheims and Theowald, 1959
- T. parasimurg Savchenko, 1968
- T. paravelox Theischinger, 1987
- T. parshleyi Alexander, 1915
- T. pelidne Mannheims, 1965
- T. peliostigma Schummel, 1833
- T. pelma Mannheims, 1965
- T. pendula Alexander, 1924
- T. penelope Mannheims, 1954
- T. penicillata Alexander, 1915
- T. perfidiosa Alexander, 1945
- T. peteri Theischinger, 1979
- T. phaidra Mannheims, 1965
- T. pilicauda Pierre, 1922
- T. pinnifer Theischinger, 1977
- T. pleuracicula Alexander, 1915
- T. pokornyi Mannheims, 1968
- T. polingi Alexander, 1950
- T. polycantha Alexander, 1942
- T. polydeukes Theischinger, 1977
- T. powersi Alexander, 1965
- T. praecox Loew, 1873
- T. productisterna Alexander, 1963
- T. profdrassi Theischinger, 1980
- T. pseudocinerascens Strobl, 1906
- T. pseudolunata Theischinger, 1980
- T. pseudopeliostigma Mannheims, 1965
- T. pseudowolfi Theischinger, 1979
- T. pustulata Pierre, 1920
- T. pythia Theischinger, 1979
- T. quadriatrata Alexander, 1956
- T. quadridentata Savchenko, 1964
- T. quinquespinis Theischinger, 1980
- T. rabiosa Alexander, 1943
- T. rainiericola Alexander, 1946
- T. ramona Alexander, 1941
- T. rauschorum Theischinger, 1977
- T. raysmithi Alexander, 1965
- T. recticornis Schummel, 1833
- T. renate Theischinger, 1982
- T. retusa Doane, 1901
- T. rhodolivida Theowald, 1972
- T. rhynchos Theischinger, 1977
- T. rocina Theischinger, 1979
- T. rossmani Byers, 2003
- T. rotundiloba Alexander, 1915
- T. rudis Alexander, 1935
- T. rufula Mannheims and Theowald, 1959
- T. rugulosa Mannheims and Theowald, 1959
- T. ruidoso Alexander, 1946
- T. russula Theischinger, 1977
- T. rutila Savchenko, 1952
- T. sacerdotula Riedel, 1918
- T. sagittifera Alexander, 1948
- T. saltatrix Savchenko, 1964
- T. satyr Alexander, 1915
- T. savtschenkoi Simova, 1960
- T. saxemontana Alexander, 1946
- T. saylori Alexander, 1961
- T. sciurus Theischinger, 1977
- T. schlingeri Alexander, 1965
- T. seguyi Mannheims, 1954
- T. selenaria Mannheims, 1967
- T. selene Meigen, 1830
- T. selenis Loew, 1873
- T. selenitica Meigen, 1818
- T. seminole Alexander, 1915
- T. semipeliostigma Mannheims, 1965
- T. sepiaformis Vogtenhuber, 2002
- T. sequoiarum Alexander, 1945
- T. sigma Theischinger, 1979
- T. simova Theischinger, 1982
- T. simurg Dzhafarov and Savchenko, 1964
- T. siskiyouensis Alexander, 1949
- T. skylla Theischinger, 1979
- T. snoqualmiensis Alexander, 1946
- T. soosi Mannheims, 1954
- T. spatha Doane, 1912
- T. sperryana Alexander, 1942
- T. splendens Doane, 1901
- T. stalagmites Alexander, 1915
- T. sternalis Theischinger, 1977
- T. sternata Doane, 1912
- T. stimulosa Mannheims, 1973
- T. strigosa Savchenko, 1952
- T. stubbsi Theischinger, 1979
- T. subacuminata Mannheims, 1963
- T. subaurita Savchenko, 1964
- T. subbarbata Alexander, 1927
- T. subbispina Savchenko, 1952
- T. subcava Mannheims, 1963
- T. subfalcata Mannheims, 1967
- T. subhelvola Mannheims and Theowald, 1959
- T. sublimitata Alexander, 1927
- T. sublunata Savchenko, 1952
- T. submaculata Loew, 1863
- T. submanca Savchenko, 1964
- T. subonusta Mannheims and Theowald, 1959
- T. subpustulata Mannheims, 1963
- T. subrecticornis Savchenko, 1964
- T. subselenitica Theowald, 1957
- T. substernalis Oosterbroek, 1997
- T. subtrunca Mannheims, 1966
- T. subtruncata Mannheims, 1954
- T. subvelox Savchenko, 1968
- T. suleika Mannheims, 1963
- T. sushkini Savchenko, 1964
- T. talyshensis Savchenko, 1964
- T. tanneri Alexander, 1948
- T. tateyamae Alexander, 1918
- T. tazzekai Theowald, 1973
- T. tenaya Alexander, 1946
- T. tergata Doane, 1912
- T. tergestina Loew, 1873
- T. teunisseni Theischinger, 1979
- T. texensis Alexander, 1916
- T. thais Mannheims, 1963
- T. theia Mannheims, 1963
- T. theowaldi Savchenko, 1964
- T. tibonella Theischinger, 1977
- T. timberlakei Alexander, 1947
- T. titania Mannheims, 1966
- T. transcaspica Savchenko, 1954
- T. transfixa Alexander, 1933
- T. translucida Doane, 1901
- T. transmarmarensis Koc, 1996
- T. trapeza Theischinger, 1982
- T. trialbosignata Alexander, 1935
- T. trifasciculata Strobl, 1900
- T. trigona Mannheims, 1966
- T. trispinosa Lundstrom, 1907
- T. triton Alexander, 1915
- T. truculenta Alexander, 1943
- T. trunca Mannheims, 1954
- T. truncata Loew, 1873
- T. turanensis Alexander, 1934
- T. turca Mannheims, 1963
- T. turcolivida Mannheims, 1968
- T. turgida Oosterbroek, 1997
- T. tuscarora Alexander, 1915
- T. twightae Alexander, 1959
- T. tyche Mannheims, 1966
- T. ulrike Theischinger, 1982
- T. unicincta Doane, 1901
- T. unicornis Theischinger, 1977
- T. urania Mannheims, 1954
- T. ursulae Mannheims, 1965
- T. usitata Doane, 1901
- T. valerii Savchenko, 1968
- T. valida Loew, 1863
- T. validicornis Alexander, 1934
- T. vermooleni Theischinger, 1987
- T. verrucosa Pierre, 1919
- T. vesubiana Dufour, 2003
- T. vitabilis Alexander, 1947
- T. vittatipennis Doane, 1912
- T. vogtenhuberi Theischinger, 1979
- T. vulpecula Theischinger, 1979
- T. wewalkai Theischinger, 1979
- T. willissmithi Alexander, 1945
- T. wolfi Mannheims, 1954
- T. xyrophora Theischinger, 1977
- T. yana Alexander, 1965
- T. yosemite Alexander, 1946
- T. zaitzevi Savchenko, 1952
- T. zangherii Lackschewitz, 1932
- T. zarcoi Mannheims, 1967
- T. zarnigor Savchenko, 1954
- T. zelotypa Alexander, 1946
- T. zimini Savchenko, 1954